# Pseudostenidea
Pseudostenidea is een kevergeslacht uit de familie van de boktorren (Cerambycidae). De wetenschappelijke naam van het geslacht werd voor het eerst geldig gepubliceerd in 1953 door Breuning.

## Soorten
Pseudostenidea is monotypisch en omvat slechts de volgende soort:
- Pseudostenidea rufescens Breuning, 1953